# په پوش
په پوش (به لاتین: Paix Bouche) یک روستا در دومینیکا است که در پریش سنت اندرو واقع شده‌است.

## خصوصیات
په پوش ۳۰۶ نفر جمعیت دارد.